# Christian Gross
Christian Gross (Zürich, 1954. augusztus 14. –) válogatott svájci labdarúgó, hátvéd, edző.

## Pályafutása
1973 és 1975 között a Grasshopper, 1975 és 1978 között a Lausanne-Sport, 1978 és 1980 között a Neuchâtel Xamax, 1980 és 1982 között a nyugatnémet VfL Bochum, 1982 és 1985 között a St. Gallen, 1985 és 1988 között a Lugano labdarúgója volt.
1978-ban egy alkalommal szerepelt a svájci válogatottban.
1988 és 1993 között a Wil, 1993 és 1997 között a Grasshopper, 1997–98-ban az angol Tottenham Hotspur, 1999 és 2009 között az FC Basel, 2009–10-ben a német VfB Stuttgart, 2011–12-ben a Young Boys vezetőedzője volt. 2014 és 2020 között három alkalommal volt a szaúdi Al-Ahli edzője. 2018–19-ben az egyiptomi Zamálek, 2020–21-ben a német Schalke 04 szakmai munkáját irányította.